# Шурка выбирает море
«Шу́рка выбира́ет мо́ре» — художественный фильм режиссёра Якова Хромченко.

## Сюжет
Молодой Шурка полон романтических иллюзий о морской жизни, дальних плаваниях и больших кораблях. С этими иллюзиями он отправляется в первый рейс на рыбацком сейнере. Однако быть моряком оказалось вовсе не так романтично, как он представлял. Столкнувшись с трудностями морской профессии, Шурка сначала разочаровывается в своём выборе. Но постепенно его разочарование сменяется настоящей, осознанной и крепкой любовью к морю, к тяжёлой и опасной профессии моряка и пониманием людей, его окружающих.

## В ролях
- Сергей Никоненко — Шурка Петренко
- Нина Иванова — Надя
- Александр Бениаминов — капитан
- Владимир Гуляев — Лёнька Козырев, соперник Шурки
- Виктор Уральский — Сашко, кок
- Вадим Захарченко — Горбоносый
- В. Панафидин — Рома
- К. Леонович — боцман
- Александр Гединский
- Анатолий Гриневич
- Лариса Гордейчик — Клава
- В. Лобко
- С. Михайлевич
- А. Сашинский

## Озвучивание
- Булат Окуджава — исполнение песни.

## Съёмочная группа
- Режиссёр: Яков Хромченко
- Сценарист: Юлия Дубровкина
- Оператор: Фёдор Сильченко
- Композитор: Дж. Михайлов
- Художники: Александра Конардова, Олег Передерий